# Cochlidium seminudum
Cochlidium seminudum là một loài dương xỉ trong họ Polypodiaceae. Loài này được Willd. Maxon mô tả khoa học đầu tiên năm 1926.